# Пикшики
Пикши́ки (чув. Пикшик) — деревня в Красноармейском районе Чувашской Республики.  

## География
Находится в северной части Чувашии, на расстоянии приблизительно 11 км на северо-запад по прямой от районного центра села  Красноармейское у республиканской автодороги.

## История
Известна с 1858 года  как околоток деревни Вторая Байрашева (ныне Ыхракасы) с 101 жителем. В 1906 году было учтено 29 дворов, 150 жителей, в 1926 – 36 дворов, 166 жителей, в 1939 – 199 жителей, в 1979 – 125. В 2002 году было 91 двор, в 2010 – 91 домохозяйство. В период коллективизации был образован колхоз «Большевик», в 2010 году действовало КФХ «Васильева». До 2021 года была административным центром Пикшикского сельского поселения до его упразднения.

## Население
Постоянное население составляло 263 человека (чуваши 99%) в 2002 году, 264 в 2010.